# JBS股份
JBS股份有限公司，簡稱JBS股份（英語：JBS S.A.），在1953年創立，屬於巴西最大跨國食品加工集團。
創始人
總部位於聖保羅，名為Avenida Marginal Direita do Tietê, 500 Vila Jaguara - São Paulo/SP - Brazil。業務屬於在巴西、美國、阿根廷，以及澳大利亞等生產及銷售新鮮、辣椒、食品加工的雞肉、牛肉、豬肉等各種肉類食品。也是聖保羅證券交易所上市。主席及總裁為Joesley Mendonça Batista。
2007年，集團以2億2500萬美元，進行收購Swift & Company，屬於美國最大肉食加工產品重要角色地位，更名為美國股份有限公司。

## 連結
- JBS.com.br （页面存档备份，存于）